# Hillerslev Sogn (Thisted Kommune)
 Denne artikel omhandler Hillerslev Sogn (Thisted Kommune). Der er også andre sogne med dette navn, se Hillerslev Sogn.
Hillerslev Sogn er et sogn i Thisted Provsti (Aalborg Stift).
I 1800-tallet var Kåstrup Sogn anneks til Hillerslev Sogn. Begge sogne hørte til Hillerslev Herred i Thisted Amt. Hillerslev-Kåstrup sognekommune blev ved kommunalreformen i 1970 indlemmet i Thisted Kommune.
I Hillerslev Sogn ligger Hillerslev Kirke.
I sognet findes følgende autoriserede stednavne:
- Brund (bebyggelse, ejerlav)
- Dyssebakke (areal)
- Harboslette (areal)
- Hillerslev (bebyggelse)
- Højbjerg (areal)
- Jensby Gårde (bebyggelse)
- Kanstrup (bebyggelse)
- Kilseng (areal)
- Kjelstrup (bebyggelse, ejerlav)
- Kløvenhøj (areal)
- Kortegård (bebyggelse)
- Lille Hillerslev (bebyggelse, ejerlav)
- Skiveren (vandareal)
- Skovsted (bebyggelse, ejerlav)
- Skovstedlund (bebyggelse)
- Skradekær (areal)
- Store Hillerslev (bebyggelse, ejerlav)